# Рассказ о моём друге
«Рассказ о моём друге» — документальный фильм объединения «Лентелефильм».

## Сюжет
Фильм-рассказ посвящён первому полёту советского человека в космос.
Эпиграф фильма — слова Юрия Гагарина
… Подвиг приходит как естественное

завершение прожитой до него жизни.
Чёрно-белый хроникально-документальный фильм создан в форме интервью с друзьями и родственниками Юрия Гагарина. Фильм снимался спустя три года после трагической гибели первого космонавта планеты. Воспоминания воссоздают прижизненный образ Юрия Алексеевича Гагарина.
О Юрии Гагарине рассказывают: мать Анна Тимофеевна и жена Валентина Ивановна Гагарины, Е. Пунова, А.Кузнецов, М. Аркинд, Н. Никерясов, Ю. Никитин, действительный член Академии медицинских наук А. Вишневский, член-корреспондент Академии медицинских наук О. Газенко, доктора медицинских наук Н. Гуровский, Г. Хлебников, доктор технических наук С. Белоцеркосвкий, кандидат медицинских наук А. Котовская, Герой Советского Союза Н. Каманин, лётчики-космонавты А. Леонов, В. Быковский, П. Попович, А. Николаев, В. Шаталов, В. Севастьянов, Г. Титов, Г. Шонин.

## Съёмочная группа
- Режиссёр: И. Рассомахин
- Авторы: А. Леонов, Т. Муренец, И. Рассомахин
- Оператор: В. Виноградов
- Музыкальное оформление: М. Курилович
- Звукооператор: Г. Максимович
- Монтаж: Н. Салий, Л. Нестеровой
- Текст читает: М. Волков
- Редактор: В. Лавров
- Директор картины: В. Аникин

## Интересные факты
Фильм был включён в программу передач и планировался к показу 12 апреля 1971 года, к 10 годовщине первого полёта человека в космос, но в этот день показан не был. Конструкторы космической техники Ю.А. Мозжорин и И.Т. Бобырев заявили, что в фильме показаны только космонавты и специалисты ВВС и нет представителей промышленности. Режиссёр фильма И. Рассомахин обращался к Н.П. Каманину с просьбой оказать помощь в организации показа фильма..